# St. Petersburg White Nights 2015
Die St. Petersburg White Nights 2015 im Badminton fanden vom 1. bis zum 5. Juli 2015 in Gattschina bei Sankt Petersburg statt.

## Sieger und Platzierte
| Disziplin    | Gold                                   | Silber                          | Bronze                               |
| ------------ | -------------------------------------- | ------------------------------- | ------------------------------------ |
| Herreneinzel | Vladimir Malkov                        | Nguyễn Tiến Minh                | Pablo Abián                          |
| Herreneinzel | Vladimir Malkov                        | Nguyễn Tiến Minh                | Artem Pochtarev                      |
| Dameneinzel  | Vũ Thị Trang                           | Rong Schafer                    | Chloe Magee                          |
| Dameneinzel  | Vũ Thị Trang                           | Rong Schafer                    | Linda Zechiri                        |
| Herrendoppel | Koo Kien Keat Tan Boon Heong           | Marcus Ellis Chris Langridge    | Peter Briggs Tom Wolfenden           |
| Herrendoppel | Koo Kien Keat Tan Boon Heong           | Marcus Ellis Chris Langridge    | Hoon Thien How Lim Khim Wah          |
| Damendoppel  | Ekaterina Bolotova Evgeniya Kosetskaya | Özge Bayrak Neslihan Yiğit      | Emilie Juul Møller Cecilie Sentow    |
| Damendoppel  | Ekaterina Bolotova Evgeniya Kosetskaya | Özge Bayrak Neslihan Yiğit      | Natalya Voytsekh Yelyzaveta Zharka   |
| Mixed        | Sam Magee Chloe Magee                  | Robert Mateusiak Nadieżda Zięba | Rodion Kargaev Ekaterina Bolotova    |
| Mixed        | Sam Magee Chloe Magee                  | Robert Mateusiak Nadieżda Zięba | Anatoliy Yartsev Evgeniya Kosetskaya |